# Agriocnemis nana
Agriocnemis nana là một loài chuồn chuồn kim trong họ Coenagrionidae.
Agriocnemis nana được Laidlaw miêu tả khoa học năm 1914.

## Hình ảnh

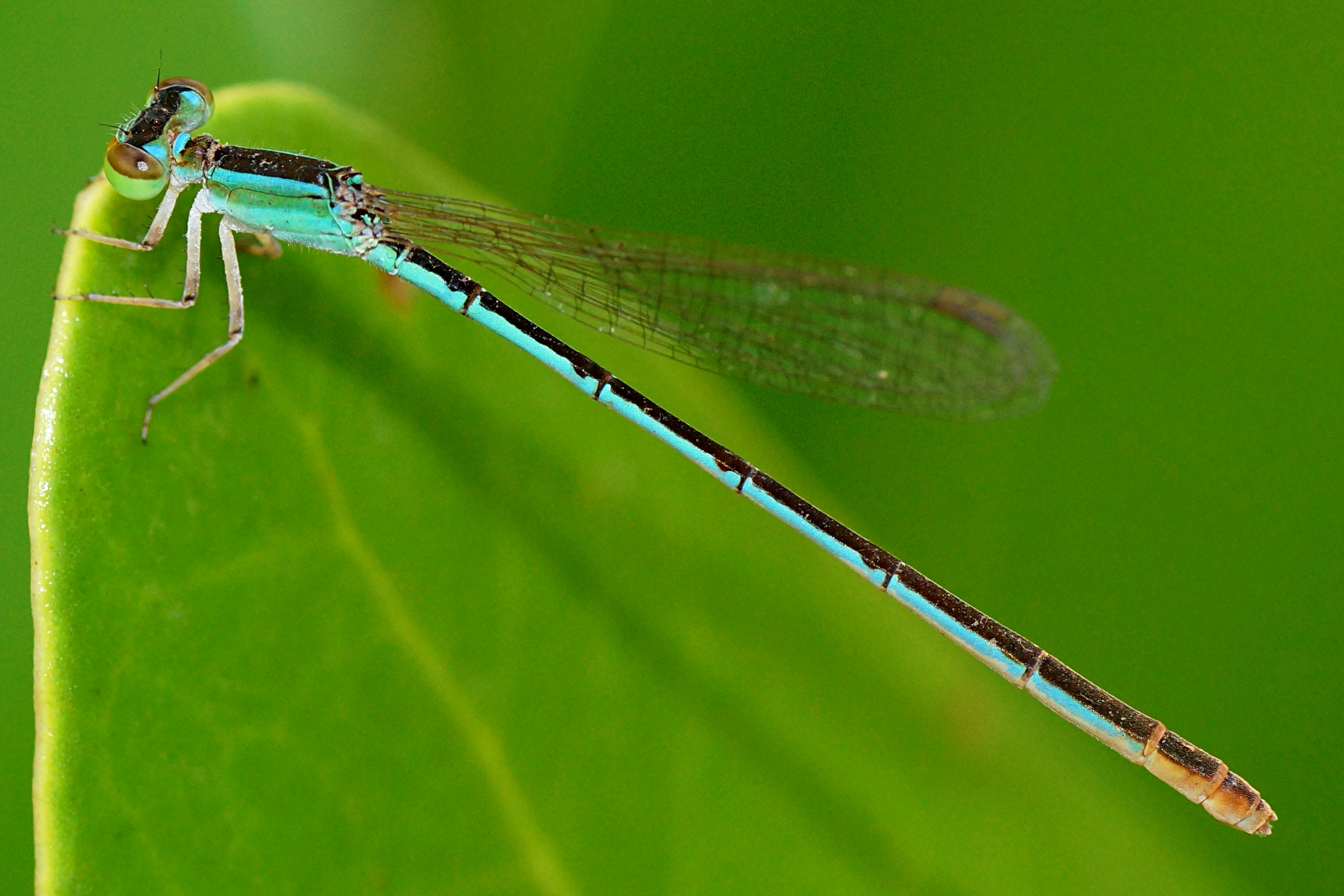